# Гаркуша, Филон
Филон (Илья) Гаркуша (укр. Филон Гаркуша; годы рождения и смерти неизвестны) — полковник казачьего отряда, сподвижник украинского гетмана Богдана Хмельницкого.

## Биография
Родился, вероятно, в Быхове. В 1648 году с отрядом восставших казаков прибыл с Украины в Белоруссию. Здесь ряды повстанцев пополнились белорусскими крестьянами. Отряд Ф. Гаркуши в бою около местечка Горваль на переправе через р. Березина разгромил крупный польско-литовский отряд под командованием стражника великого литовского, князя Григория Мирского. В конце 1648 года он осадил хорошо укрепленную крепость Быхов, но под натиском войск Григория Горского и Яна Казимира Паца вынужден был снять осаду и отступить.
В 1651 году Филон Гаркуша возглавил 15-тысячный отряд, действовавший в районе р. Припять, разгромил отряд литовского полковника Павши. К нему присоединялись белорусские крестьяне целыми староствами. В марте-апреле 1654 года — посол Богдана Хмельницкого в Москве.
В 1656 году Филон Гаркуша находился с дипломатической миссией в Варшаве, столице Речи Посполитой. В июне 1657 года он командовал казацким войском на Волыни. Поддерживал политику нового гетмана Ивана Выговского, принимал участие в подавлении восстания под руководством полтавского полковника Мартына Пушкаря. После гибели последнего был назначен наказным полковником Полтавского полка(май-ноябрь 1658). Вероятно участвовал в Конотопской битве. После объединения гетманом Петром Дорошенко Правобережной и Левобережной Украины получил должность полтавского полковника (1669—1670). В 1670 году отстранен от должности левобережным гетманом Демьяном Многогрешным.
Филон Гаркуша проживал в Полтаве, отошел от офицерских и государственных дел. Последний раз упоминается в 1678 году как местный городовой атаман. Дальнейшая его судьба неизвестна.